# 입술에 Be My Baby
〈입술에 Be My Baby〉(唇にBe My Baby 쿠치비루니 Be My Baby[*])는 AKB48의 42번째 싱글이다.

## 개요
전작 〈할로윈 나이트〉로부터 약 4개월 만의 싱글이다.
캐치프레이즈는, 〈너의 입술은 누구의 것?〉.

## 수록곡

### Type A
자켓 사진 (표지):키타하라 리에·사시하라 리노·타카하시 미나미·마츠이 쥬리나·요코야마 유이
CD
1. 唇にBe My Baby / 입술에 Be My Baby
(작사: 아키모토 야스시 / 작곡: 코우치 요시후미 / 편곡: 사사키 히로시)
2. 365日の紙飛行機 / 365일의 종이비행기
(작사: 아키모토 야스시 / 작곡: 카도노 토시카즈, 아오바 히로키 / 편곡: 시미즈 텟페이)
3. 君を君を君を… / 너를 너를 너를… - 차세대 선발
(작사: 아키모토 야스시 / 작곡·편곡: 이노우에 요시마사)
4. やさしい place / 상냥한 place - Team A
(작사: 아키모토 야스시 / 작곡·편곡: 사사키 히로시)
5. 唇にBe My Baby off vocal ver.
6. 365日の紙飛行機 off vocal ver.
7. 君を君を君を… off vocal ver.
8. やさしい place off vocal ver.

DVD
1. 唇にBe My Baby Music Video
2. 365日の紙飛行機 Music Video
3. 君を君を君を… Music Video
4. やさしい place Music Video
5. WORDS ~minami takahashi speaks words of wisdom~

### Type B
자켓 사진 (표지):이리야마 안나·시마자키 하루카·타카하시 미나미·미야자와 사에·와타나베 마유
CD
1. 唇にBe My Baby / 입술에 Be My Baby
2. 365日の紙飛行機 / 365일의 종이비행기
3. マドンナの選択 / 마돈나의 선택 - 레낫치 총선거 선발
(작사: 아키모토 야스시 / 작곡: Amber / 편곡: 와카타베 마코토)
4. お姉さんの独り言 / 언니의 혼잣말 - Team K
(작사: 아키모토 야스시 / 작곡: you-me / 편곡: 아라켄)
5. 唇にBe My Baby off vocal ver.
6. 365日の紙飛行機 off vocal ver.
7. マドンナの選択 off vocal ver.
8. お姉さんの独り言 off vocal ver.

DVD
1. 唇にBe My Baby Music Video
2. 365日の紙飛行機 Music Video
3. マドンナの選択 Music Video
4. お姉さんの独り言 Music Video
5. PARTY 그 전에 ~타카하시 미나미 졸업 직전 인터뷰~

### Type C
자켓 사진 (표지):카토 레나·코지마 하루나·타카하시 미나미·미네기시 미나미·미야와키 사쿠라
CD
1. 唇にBe My Baby / 입술에 Be My Baby
2. 365日の紙飛行機 / 365일의 종이비행기
3. あまのじゃくバッタ / 심술꾸러기 메뚜기 - Team 8
(작사: 아키모토 야스시 / 작곡·편곡: 나가이 타츠)
4. 金の羽根を持つ人よ / 금의 날개를 가진 사람이여 - Team B
(작사: 아키모토 야스시 / 작곡: 아와즈 아키라 / 편곡: 노나카 “마사” 유이치)
5. 唇にBe My Baby off vocal ver.
6. 365日の紙飛行機 off vocal ver.
7. あまのじゃくバッタ off vocal ver.
8. 金の羽根を持つ人よ off vocal ver.

DVD
1. 唇にBe My Baby Music Video
2. 365日の紙飛行機 Music Video
3. あまのじゃくバッタ Music Video
4. 金の羽根を持つ人よ Music Video
5. 테라미나 ~812테라바이트에서 엄선한 타카하시 미나미 걸작집~

### Type D
자켓 사진 (표지):카시와기 유키·키자키 유리아·타카하시 미나미·야마모토 사야카
CD
1. 唇にBe My Baby / 입술에 Be My Baby
2. 365日の紙飛行機 / 365일의 종이비행기
3. 背中言葉 / 등 너머로 하는 말
(작사: 아키모토 야스시 / 편곡: 노나카 “마사” 유이치)
4. なんか、ちょっと、急に… / 뭔가, 좀, 갑자기… - Team 4
(작사: 아키모토 야스시 / 작곡: 오카다 미오 / 편곡: 사사키 히로시)
5. 唇にBe My Baby off vocal ver.
6. 365日の紙飛行機 off vocal ver.
7. 背中言葉 off vocal ver.
8. なんか、ちょっと、急に… off vocal ver.

DVD
1. 唇にBe My Baby Music Video
2. 365日の紙飛行機 Music Video
3. 背中言葉 Music Video
4. なんか、ちょっと、急に… Music Video
5. 떠나는 너에게. ~타카하시 미나미에게 AKB48 그룹 멤버 축하 코멘트집~

### 극장반
자켓 사진 (표지):〈입술에 Be My Baby〉 선발 멤버 16명
CD
1. 唇にBe My Baby / 입술에 Be My Baby
2. 365日の紙飛行機 / 365일의 종이비행기
3. さっきまではアイスティー / 조금 전까지는 아이스 티 - 무시카고
(작사: 아키모토 야스시)
4. 唇にBe My Baby off vocal ver.
5. 365日の紙飛行機 off vocal ver.
6. さっきまではアイスティー off vocal ver.

## 선발 멤버

### 입술에 Be My Baby
(센터:다카하시 미나미)
- 이리야마 안나, 카시와기 유키, 카토 레나, 키자키 유리아, 키타하라 리에, 코지마 하루나, 사시하라 리노, 시마자키 하루카, 다카하시 미나미, 마츠이 쥬리나, 미네기시 미나미, 미야자와 사에, 미야와키 사쿠라, 야마모토 사야카, 요코야마 유이, 와타나베 마유

### 365일의 종이비행기
(센터:야마모토 사야카)
- 이리야마 안나, 카시와기 유키, 카토 레나, 키자키 유리아, 키타하라 리에, 코지마 하루나, 코다마 하루카, 사시하라 리노, 시마자키 하루카, 다카하시 미나미, 마츠이 쥬리나, 미야와키 사쿠라, 야마모토 사야카, 요코야마 유이, 와타나베 마유, 와타나베 미유키

### 너를 너를 너를…
〈차세대 선발〉 명의
(센터:코다마 하루카)
- 오오시마 료카, 오오와다 나나, 오카다 나나, 카와모토 사야, 코지마 마코, 코다마 하루카, 코미야마 하루카, 사카구치 나기사, 다카하시 쥬리, 타니구치 메구, 타노 유카, 니시노 미키, 무카이치 미온, 무토 토무, 무라야마 유이리, 와타나베 미유키

### 마돈나의 선택
〈레낫치 총선거 선발〉 명의
(센터:타나카 나츠미)
- 이리야마 안나, 오오시마 료카, 카토 레나, 코지나 유이, 사토 스미레, 사토 나나미, 시마자키 하루카, 시로마 미루, 타나카 나츠미, 타노 유카, 마에다 아미, 마츠오카 나츠미, 무카이치 미온, 무라시게 안나, 모기 시노부, 야마모토 사야카